# La Mélodie de la morphine
 (février 2021).
La mise en forme du texte ne suit pas les recommandations de Wikipédia : il faut le « wikifier ».
Les points d'amélioration suivants sont les cas les plus fréquents :
- Les titres sont pré-formatés par le logiciel. Ils ne sont ni en capitales, ni en gras.
- Le texte ne doit pas être écrit en capitales (les noms de famille non plus), ni en gras, ni en italique, ni en « petit »…
- Le gras n'est utilisé que pour surligner le titre de l'article dans l'introduction, une seule fois.
- L'italique est rarement utilisé : mots en langue étrangère, titres d'œuvres, noms de bateaux, etc.
- Les citations ne sont pas en italique mais en corps de texte normal. Elles sont entourées par des guillemets français : « et ».
- Les listes à puces sont à éviter, des paragraphes rédigés étant largement préférés. Les tableaux sont à réserver à la présentation de données structurées (résultats, etc.).
- Les appels de note de bas de page (petits chiffres en exposant, introduits par l'outil «  Source ») sont à placer entre la fin de phrase et le point final[comme ça].
- Les liens internes (vers d'autres articles de Wikipédia) sont à choisir avec parcimonie. Créez des liens vers des articles approfondissant le sujet. Les termes génériques sans rapport avec le sujet sont à éviter, ainsi que les répétitions de liens vers un même terme.
- Les liens externes sont à placer uniquement dans une section « Liens externes », à la fin de l'article. Ces liens sont à choisir avec parcimonie suivant les règles définies. Si un lien sert de source à l'article, son insertion dans le texte est à faire par les notes de bas de page.
- La présentation des références doit suivre les conventions bibliographiques. Il est recommandé d'utiliser les modèles {{Ouvrage}}, {{Chapitre}}, {{Article}}, {{Lien web}} et/ou {{Bibliographie}}. Le mode d'édition visuel peut mettre en forme automatiquement les références.
- Insérer une infobox (cadre d'informations à droite) n'est pas obligatoire pour parachever la mise en page.

Pour une aide détaillée, merci de consulter Aide:Wikification.
Si vous pensez que ces points ont été résolus, vous pouvez retirer ce bandeau et améliorer la mise en forme d'un autre article.
Pour plus de détails, voir Fiche technique et Distribution.
La Mélodie de la Morphine (Arabe : ميلوديا المورفين, English : The Morphine Melody) est un long métrage marocain complété en 2019, écrit et réalisé par Hicham Amal. Le film raconte l’histoire de Saïd Ettayer, interprété par Hicham Bahloul, un fameux violoniste qui perd la mémoire dans un accident de la route. Progressivement, il commence à se rappeler tous ses souvenirs et sa vie reprend son cours normal. Cependant, quelques jours plus tard, il réalise qu’il ne se rappelait plus comment il créait la musique…

## Synopsis
"Saïd Ettayer" est un talentueux et fameux compositeur de musique. Il a atteint un succès public et critique sans précédent grâce aux mélodies qu'il compose et il est devenu, en quelques années, une icône dans son domaine. Il rencontre "Nawal", une chanteuse inconnue mais ambitieuse, et il l’aide à gravir les échelons pour devenir une grande star, grâce aux albums qu’il a produits pour elle. Ensuite, Nawal devient sa femme et l’amour de sa vie.
Cette fabuleuse histoire trouve sa fin le jour où Saïd a été victime d'un accident de la route…
Blessé à la tête, il perd la mémoire dans une amnésie temporaire. Progressivement, il récupère tous ses souvenirs et sa vie reprend son cours normal. Quelques jours plus tard, il organise avec Nawal une fête à sa maison afin de célébrer son rétablissement. Durant cette fête, il reçoit la visite d’un représentant d’une grande agence de communication qui souhaite l’engager afin de composer un jingle pour la publicité de « Nokidaminfine », un nouveau médicament pharmaceutique qui sera lancé dans le marché. Il s’agit de Morphine.
Saïd passe plusieurs jours à travailler sur la mélodie de la pub sans arriver à trouver des idées de musique. Il était surpris de constater la difficulté de la tâche surtout qu’il est habitué à faire des jingles rapidement et facilement. Il continue à chercher la mélodie pendant des semaines, jusqu’à ce qu’il constate qu’il ne se rappelait plus comment il faisait pour composer la musique. Il a perdu son don dans l’accident de la route.
Incapable de faire la musique pendant des mois, Saïd voit son monde et sa vie chuter en enfer. Il perd sa maison et devient fauché. Sa femme demande le divorce et elle le quitte.
Saïd déménage dans une chambre souterraine au milieu d’un quartier pauvre. Il commence une nouvelle vie qui sera riche en douleurs et échecs, mais il ne perdra jamais l’espoir de récupérer son don de musicien. Il commence une aventure dans laquelle il va tout essayer afin de retrouver l’inspiration et composer de nouvelles mélodies.     
Une aventure qui va le conduire à découvrir des choses qu’il ignorait sur lui-même…

## Fiche technique
- Réalisateur : Hicham Amal
- Scénariste : Hicham Amal
- Producteur : Hicham Amal
- Directeur de la photographie : Christophe Larue - Ahmed Boutgaba
- Montage : Hicham Amal
- Son : Rachid Agdid - Ahmed Faïq
- Décor : Brahim Batta - Mustapha Oubella
- Costumes : Mustapha El Mhamedi - Driss El Mhamedi
- Maquillage : Imane Nihni

## Distribution
- Hicham Bahloul : Saïd Ettayer.
- Yasmina Bennani : Nawal.
- Hassan Badida : Le Père.
- Mohammed Choubi : Le Docteur.
- Abdellah Bensaid : Bob/K,
- Mohammed Boussalem : Le producteur.
- Narjiss Halak : La dealeuse.
- Zakaria Atifi : Le charlatan.
- Fatima Ifriqi : La Journaliste.
- Hamid Najah : Le Vendeur Ambulant.
- Jawad Saghour : L'agent.

## Production
“La Mélodie De La Morphine” est produit par la société « Caravan Chergui Productions ». Initialement, le projet a été réalisé en tant que court métrage. Dans ce format, le film a été sélectionné en compétition officielle au festival international du film de Dubaï (Catégorie : Muhr Arab Shorts). La projection de « La Mélodie De La Morphine » dans ce festival était la seule et unique en sa version de court métrage.
Après sa participation au DIFF, le producteur et réalisateur Hicham Amal a décidé de continuer le développement de l’histoire et de faire passer le film à la catégorie de long métrage. Des scènes supplémentaires ont été tournées sur la ville d’Agadir et de Casablanca et une première version a été montée et a participé à plusieurs festivals. "La mélodie de la morphine" a reçu deux prix au Festival National du Film de Tanger (prix du montage et de la première œuvre ). Cependant, cette version du film était incomplète à cause de l’indisponibilité de l’acteur principal Hicham Bahloul, victime d’un accident de la route qui l’a empêché de travailler pendant une longue durée.
En fin 2018, Hicham Bahloul a enregistré la voix off finale du film.  La durée totale des enregistrements de la voix off narrative, qui représente plus de 70% de la durée du film, était de 39 heures. Le montage son, le mixage et le mastering a duré 06 mois et la version finale du film a été complétée en Juin 2019. La première projection de la version finale a été organisée lors de la 42 édition du festival international du film du Caïre (Compétition Horizon du film Arabe).